# Държавна политика
Държавна политика или още публичната политика (от английското: Public policy) е дисциплина в областта на политическите науки, която проучва процесите при вземането на решения в рамките на политиката на страната. Обществено-политически изследвания са включително и допълнителни изследвания в специфични области на икономиката и статутното право.
Като академична дисциплина, публичната политика внася елементи от много области и концепции на социалните науки, в това число икономика, социология, политическа икономия и др., всички те са приложени към проблемите на правителствената администрация, управлението и функционирането. В същото време изучаването на обществената политика се различава от политическите науки и икономиката, тъй като тази дисциплина се фокусира към прилагането на теорията към практиката. Въпреки че повечето образователни степени по обществена политика са магистърски и докторски, няколко университети предлагат бакалавърско образование по публична политика.